# آندو، نارا
آندو، نارا (به لاتین: Ando, Nara) یک منطقهٔ مسکونی در ژاپن است که در استان نارا واقع شده‌است. آندو  ۷٬۵۹۵ نفر جمعیت دارد.